# Gustave Léonard de Jonghe
Gustave Léonard de Jonghe (* 4. Februar 1829 in Kortrijk; † 28. Januar 1893 in Antwerpen) war ein belgischer Maler.

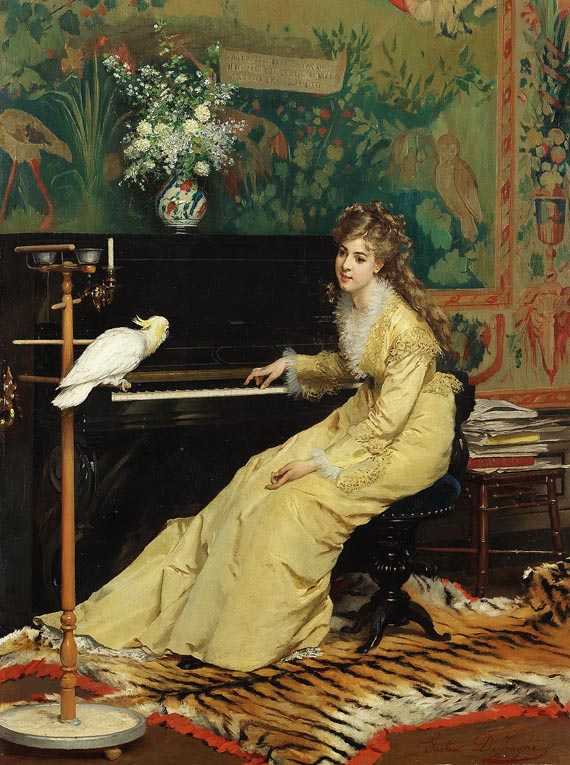
Dame am Klavier mit Kakadu

## Leben
Gustave Léonard de Jonghe kam als Sohn des Malers Jan Baptiste de Jonghe im belgischen Kortrijk zur Welt. Zunächst erhielt er bei seinem Vater Malunterricht, bevor er zum Studium nach Brüssel wechselte. Im Alter von 15 Jahren starb sein Vater, worauf hin er von seiner Geburtsstadt ein Stipendium erhielt. Ab 1848 nahm er an den Ausstellungen des Brüsseler Salon teil. Zunächst entstanden überwiegend Porträts, bevor er sich zunehmend der Darstellung von Damen der Oberschicht widmete.
Um 1860 zog de Jonghe nach Paris, wo er zu einem populären Maler eleganter Frauen- und Gruppenbildnisse des Bürgertums aufstieg. Er bevorzugte meist Interieurdarstellungen, in denen sich zahlreiche modische Details der Zeit wiederfinden. In den 1870er Jahren pendelte der Künstler wiederholt zwischen Paris und Brüssel. Eine um 1882 einsetzende Erblindung beendete die künstlerische Karriere. De Jonghe starb am 28. Januar 1893 in Antwerpen.

## Galerie

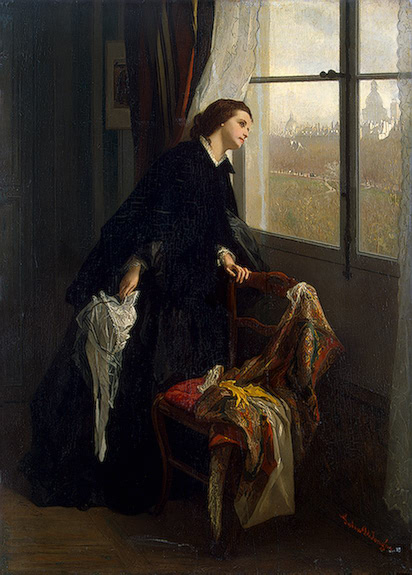
Wetterumschwung
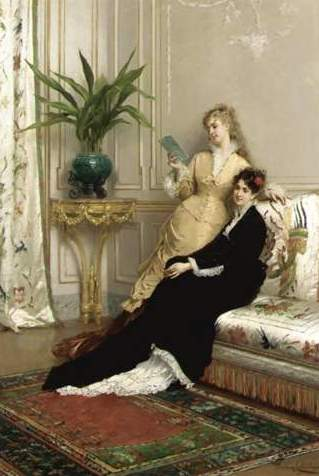
Der Brief
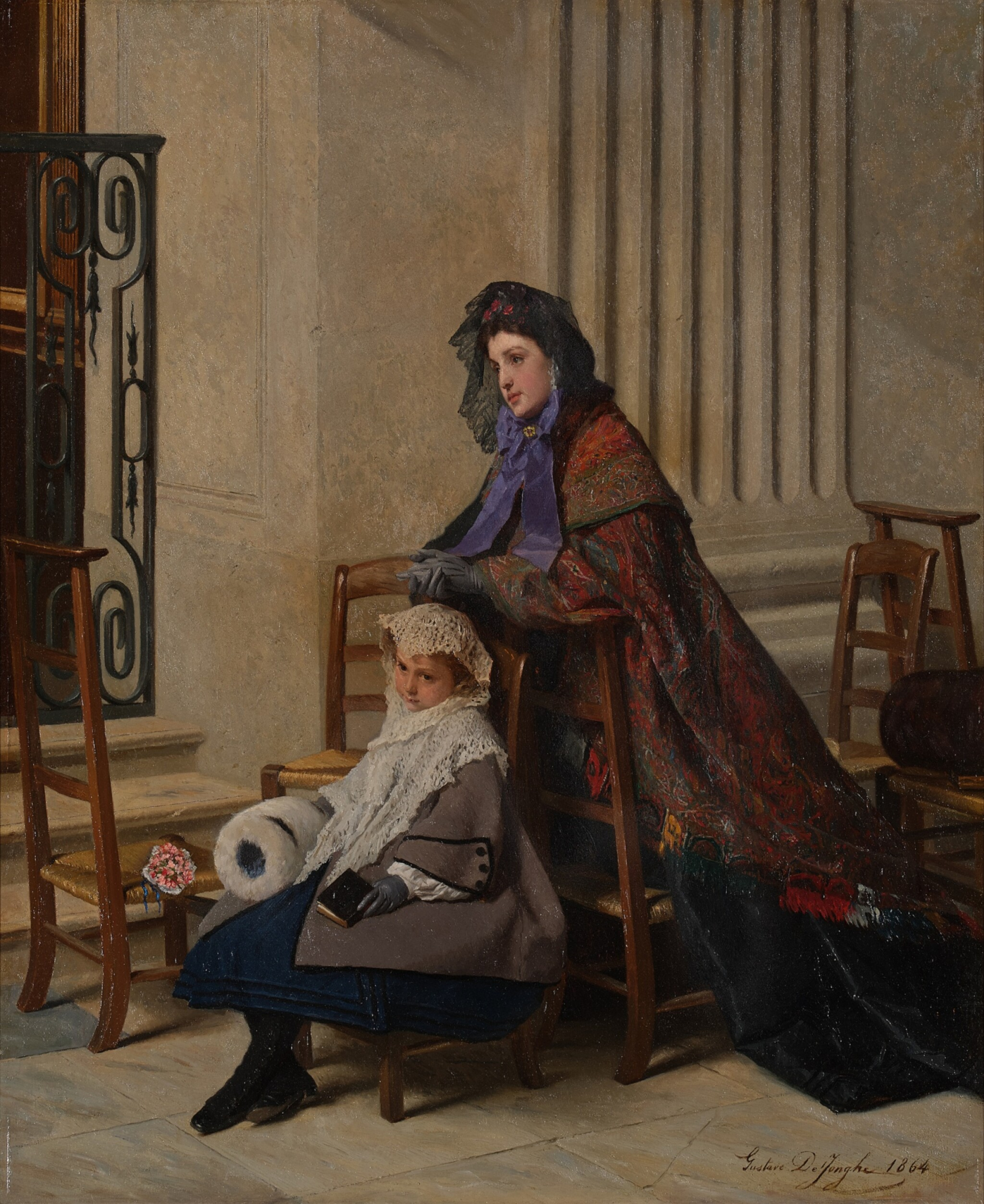
Sonntagmorgen
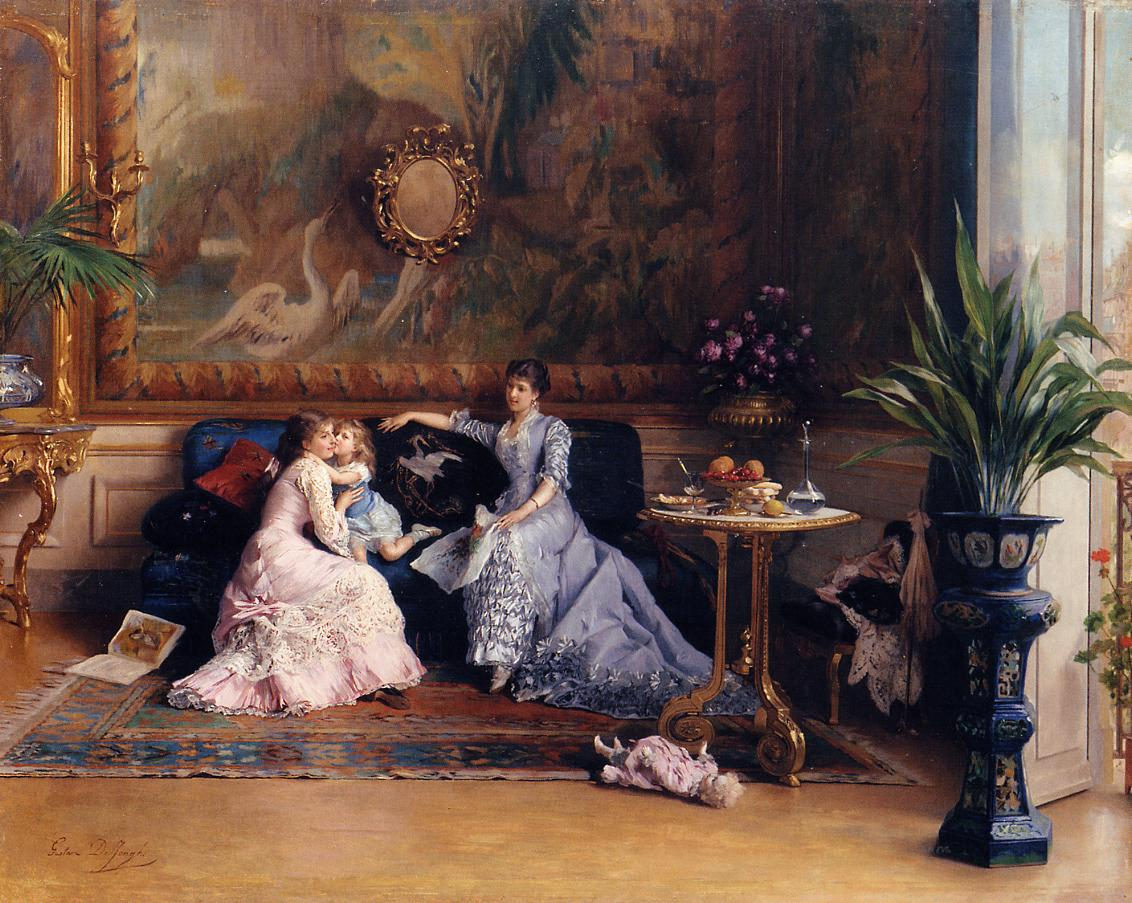
Der Nachmittagsbesuch
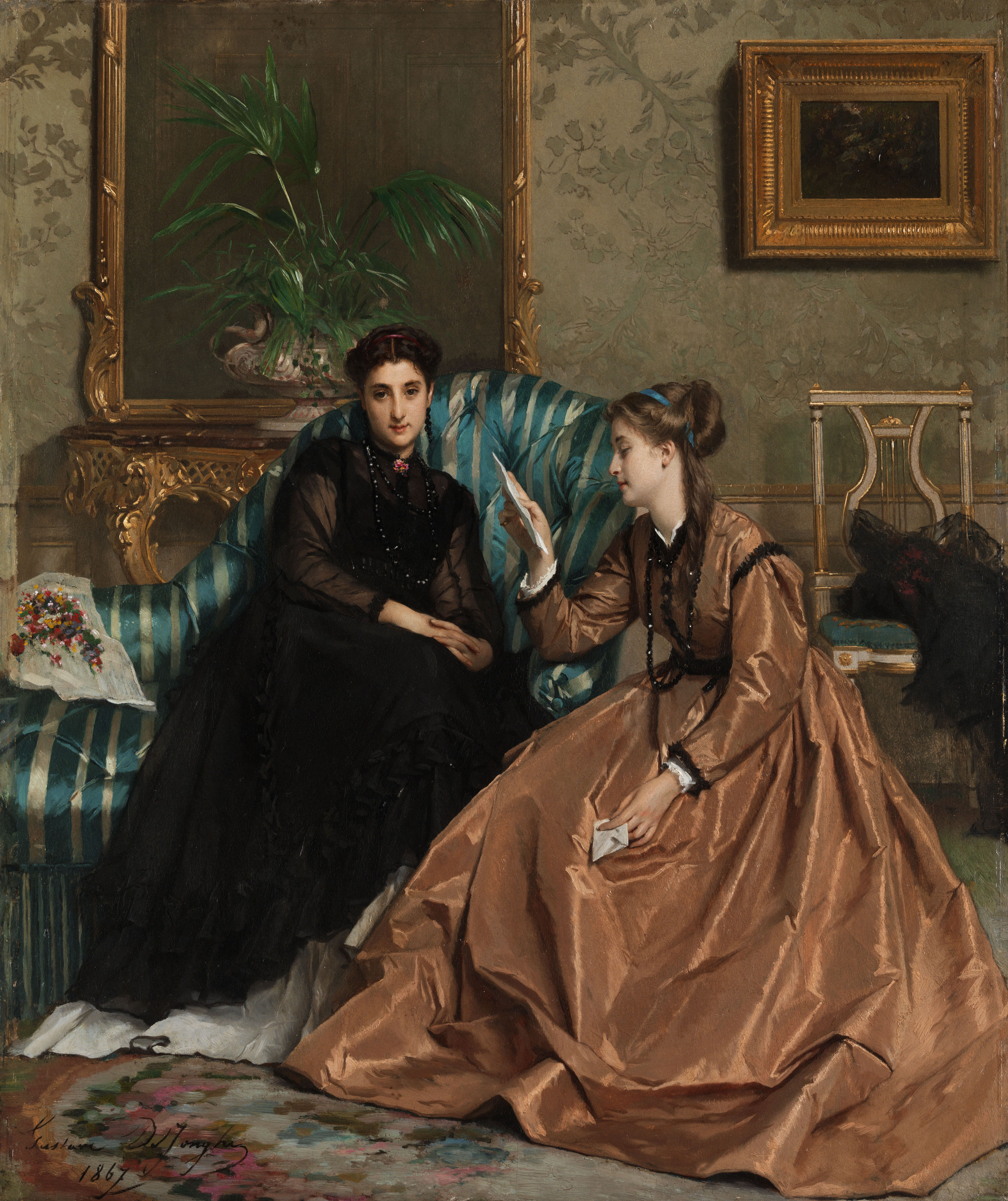
Der Liebesbrief 1867

## Gemälde in öffentlichen Sammlungen
- Die Genesende, Smith Art Gallery & Museum, Stirling
- Japanischer Wandschirm, The Cummer Museum of Art and Gardens, Jacksonville, Florida
- Wetterumschwung, Eremitage, Sankt Petersburg
- Gutenachtgeschichten, Crawford Municipal Art Gallery, Cork
- Jeune mère et ses enfants dans un salon, Musée d’Orsay, Paris
- Frau am Nachttisch, Hamburger Kunsthalle, Hamburg
- Kollekte, Museum voor Schone Kunsten, Gent
- Vor dem Spiegel, Königliches Museum der Schönen Künste, Antwerpen
- Mutter und Kind, Sterling and Francine Clark Art Institute, Williamstown
- Les pélerins, Königliche Museen der Schönen Künste, Brüssel
- Jeunes femmes examinant un bibelot, Königliche Museen der Schönen Künste, Brüssel
- La visite du bébé, Königliche Museen der Schönen Künste, Brüssel